# Генерал Александър В. Суворов (улица в София)
„Генерал Александър В. Суворов“ е улица в Южна София.
Носи името на руския пълководец Александър Суворов. Простира се между бул. „Цар Борис ІІІ“ на север до бул. „Никола Петков“/Околовръстен път на юг. Успоредна е на бул. „Братя Бъкстон“ и на Боянската река.

## Обекти
На ул. „Генерал Александър В. Суворов“ или в нейния район се намират следните обекти:
- Боянска река;
- 67 ЦДГ;
- 2 СОУ „Академик Емилиян Станев“;
- Читалище „Витоша“;
- 5 СОУ „Иван Вазов“.